# Ptiloscola burmeisteri
Ptiloscola burmeisteri is een vlinder uit de familie nachtpauwogen (Saturniidae), onderfamilie Ceratocampinae.
De wetenschappelijke naam van de soort is voor het eerst geldig gepubliceerd door Meister & Brechlin in 2008.